# Jablonec nad Jizerou
Jablonec nad Jizerou är en stad i Tjeckien.   Den ligger i regionen Liberec, i den norra delen av landet, 100 km nordost om huvudstaden Prag. Jablonec nad Jizerou ligger 450 meter över havet och antalet invånare är 1 670.
Terrängen runt Jablonec nad Jizerou är huvudsakligen kuperad. Jablonec nad Jizerou ligger nere i en dal. Runt Jablonec nad Jizerou är det ganska tätbefolkat, med 58 invånare per kvadratkilometer. Närmaste större samhälle är Jablonec nad Nisou, 18,3 km väster om Jablonec nad Jizerou. I omgivningarna runt Jablonec nad Jizerou växer i huvudsak blandskog.